# Polizeiruf 110: Der Kreuzworträtselfall
Der Kreuzworträtselfall ist ein deutscher Kriminalfilm von Thomas Jacob aus dem Jahr 1988. Der auf dem Kreuzworträtselmord beruhende Fernsehfilm erschien als 123. Folge der Filmreihe Polizeiruf 110.

## Handlung
Es ist Donnerstag, der 15. Januar 1987, in Berlin: Der siebenjährige Marko Herzog will nach der Schule mit einem Freund ins Kino gehen und sich Ronja Räubertochter ansehen. Seine Mutter besteht auf Mittagessen und Hausaufgaben, dann kann der Junge mit seiner Schwester losgehen. Beide sollen vorher beim Optiker eine Brille abholen. Marko dauert jedoch das Warten zu lange, und er geht alleine zum Kino. Die Kasse hat noch nicht geöffnet, sodass er in einen nahegelegenen Park geht, um zu spielen. Hier trifft er auf den 19-jährigen Stefan Winkelmeyer, mit dem er mitgeht. Wenig später trägt Stefan einen schweren Koffer zum Bahnhof. Kurz darauf sieht man den Koffer an einer Bahnstrecke liegen.
Als Marko abends nicht vom Kino nach Hause kommt, beginnen die Eltern mit der Suche nach ihrem Sohn. Sie erfahren, dass Marko auch nicht mit im Kino war, und melden ihn bei der Polizei als vermisst. Eine großangelegte Suche beginnt, die jedoch unter anderem wegen starken Schneefalls erfolglos bleibt. Erst als der Schnee schmilzt, findet ein Bahnwärter den Koffer. In ihm liegt die gefrorene Leiche von Marko. Hauptmann Günter Beck und Leutnant Thomas Grawe erfahren von der Gerichtsmedizin, dass Marko vor seiner Ermordung sexuell missbraucht wurde. Die Tatspuren lassen die Vermutung zu, dass es sich um einen Täter handelt, der jederzeit wieder zuschlagen könnte. Es gibt wenige Spuren, darunter Fasern einer oft verkauften Decke. Bedeutung messen die Ermittler zahlreichen Zeitschriftenseiten mit ausgefüllten Kreuzworträtseln zu. Mit ihnen hatte der Täter den Koffer ausgepolstert. Sämtliche vorbestrafte Triebtäter werden befragt, doch findet sich kein möglicher Täter. Auch ihre Schriftproben weisen keine Ähnlichkeit zum charakteristischen Schriftbild der Kreuzworträtsel auf.
Weil die Ermittler nicht weiterkommen, konzentrieren sie sich auf ihren letzten Anhaltspunkt: die Kreuzworträtsel. Thomas Grawe beschließt, die Schriftproben auf Brennpunkte in Berlin auszuweiten. Er holt sich den Schriftexperten Eberhard Aust mit ins Team, der kurz vor seinem Ruhestand bereit ist, die Schriftüberprüfungen zu leiten. Auch Hauptmann Günter Beck ist schließlich bereit, die Aktion mitzuleiten. Die Ermittler rufen einen Kreuzworträtselwettbewerb aus, auf den rund 12.000 Einsendungen eingehen. Kinder helfen beim Einsammeln von Zeitungen aus Wohngegenden, aus denen gelöste Kreuzworträtsel überprüft werden. Parallel dazu gehen ABV kontinuierlich die Wohnungen in Berlin ab und bitten die Mieter um Schriftproben. Die Monate vergehen. Marko wurde im Februar beigesetzt, und noch im Herbst durchsuchen die Ermittler vergeblich Zeitungen und eingegangene Schriftproben.
Stefan ist unterdessen bei seiner Freundin Katrin Schröder in Oberhain angekommen, wo er als Hausmeister zu arbeiten beginnt. Die sexuelle Beziehung zu Katrin ist gestört, so zwingt Stefan sie zum Geschlechtsverkehr und ist dominant, braucht jedoch gleichzeitig Katrins Erzählungen über kleine Jungen, um sexuell erregt zu sein. Er sucht in Oberhain aktiv Kontakt zu Jungen, vergeht sich jedoch nicht an ihnen. Als Katrin im Dezember zu ihrer Mutter nach Heiligenborn fährt, begleitet er sie nicht, weil Katrins Mutter ihn ablehnt. In einer Ferienanlage sucht er sich ein potenzielles neues Opfer.
Am 8. Dezember stößt Eberhard Aust bei der Handschriftenanalyse auf den identischen Schrifttyp. Der Text stammt von Frau Gudrun Schröder – Katrins Mutter. Sofort fliegen die Ermittler nach Heiligenborn und befragen Frau Schröder und Katrin. Frau Schröder hat eine Wohnung in Berlin, die bei der Überprüfung der Anwohner bereits vermerkt worden war, da der Mieter nicht öffnete. Bald verlagert sich der Fokus auf Katrins Freund, der ohne Wissen von Frau Schröder mit einem Nachschlüssel Zugang zur Wohnung hatte. In der Wohnung findet sich eine Decke, deren Fasern sich beim Opfer gefunden haben könnten. Zudem werden Blutspuren im Teppich gesichert. Katrin berichtet den Ermittlern schließlich von Stefans Obsession kleinen Jungen gegenüber. Sie hat gedacht, er sei kinderlieb, und konnte andere Eigenarten nicht richtig einordnen, weil Stefan ihr erster Freund war. Freunden offenbarte sie sich aus Scham nicht. Eine Fahndung nach Stefan wird eingeleitet. Er kann wenig später, in Begleitung eines kleinen Jungen, auf einem Weihnachtsmarkt gestellt und festgenommen werden.
Für seinen Ermittlungserfolg wird Thomas Grawe zum Oberleutnant befördert. Markos Eltern wiederum können nun endlich wirklich um ihren Sohn trauern.

## Produktion
Der Kreuzworträtselfall wurde vom 15. Dezember 1987 bis Februar 1988 in Berlin, Marzahn und an der Ostsee in Kühlungsborn gedreht. Beim Vorbeiflug ist aus dem Hubschrauber das  Hotel Neptun in Rostock-Warnemünde zu erkennen. Die Kostüme des Films schuf Ute Rossberg, die Filmbauten stammen von Maria Rodewald. Der Film erlebte am 6. November 1988 im 1. Programm des Fernsehens der DDR seine Premiere. Die Zuschauerbeteiligung lag bei 54,7 Prozent.
Es war die 123. Folge der Filmreihe Polizeiruf 110. Leutnant Thomas Grawe ermittelte in seinem 15. Fall, Hauptmann Günter Beck in seinem ersten Fall und Major Jäger ebenfalls in seinem ersten Fall.
Die Kritik nannte den Film rückblickend den „erste[n] Film der Reihe, in dem die polizeiliche Ermittlung so akribisch vorgeführt wurde“. Gleichzeitig war vor diesem Polizeiruf, der auf dem realen Kreuzworträtselmord beruht, jedoch nach Berlin verlegt wurde, „noch niemals Triebverhalten so schonungslos dargestellt worden.“

## Rezeption
In der Folge „Das Monster“ der Serie SOKO Leipzig wurde eine fiktive Fortsetzung verfilmt, in der mit Andreas Schmidt-Schaller einer der ermittelnden Polizisten, Torsten Ranft als Täter, Annette Gleichmann als dessen ehemalige Freundin sowie Günter Junghans und Karin Düwel als Eltern des damals ermordeten Opfers auftreten. Die Rollen haben jedoch andere Namen.